# Lygodactylus fischeri
Lygodactylus fischeri (карликовий гекон Фішера) — вид геконоподібних ящірок родини геконових (Gekkonidae). Мешкає в Західній і Центральній Африці. Вид названий на честь німецького герпетолога Йоганна Густава Фішера.

## Опис
Довжина голотиу карликого гкона Фішера становить 35 мм. Верхня частина тіла у цього виду світло-оливково-зелена, поцяткована кількома рядами дрібних чорних плямок.

## Поширення і екологія
Карликові гекони Фішера мешкають на південному сході Нігерії, в Камеруні, Екваторіальній Гвінеї і Габоні, спостерігалися в Беніні. Вони живуть в густих вологих тропічних лісах і галерейних лісах. Ведуть денний спосіь життя, живляться мурахами та іншими дрібними комахами. Відкладають яйця.